# 小矮脂鯉
小矮脂鯉（学名：Nannocharax parvus）為輻鰭魚綱脂鯉目琴脂鯉亞目複齒脂鯉科的其中一種，為熱帶淡水魚，分布於非洲奧克維河及Chiloango間的淡水流域，體長可達5.3公分，棲息在底中層水域，生活習性不明。
其种加词“Parvus”意为“小的”。